# Incles
Incles é uma localidade de Andorra, situada na paróquia de Canillo. Localizada à direita do rio Incles, sua população em 2024 foi estimada em 699 habitantes.